# Vendœuvres
Vendœuvres és una comuna francesa, situada al departament de l'Indre i a la regió de Centre – Vall del Loira. L'any 2007 tenia 1.105 habitants.

## Demografia

### Població
El 2007 la població de fet de Vendœuvres era de 1.105 persones. Hi havia 486 famílies, de les quals 158 eren unipersonals (65 homes vivint sols i 93 dones vivint soles), 162 parelles sense fills, 142 parelles amb fills i 24 famílies monoparentals amb fills.
La població ha evolucionat segons el següent gràfic:
Habitants censats

### Habitatges
El 2007 hi havia 675 habitatges, 494 eren l'habitatge principal de la família, 116 eren segones residències i 65 estaven desocupats. 653 eren cases i 21 eren apartaments. Dels 494 habitatges principals, 355 estaven ocupats pels seus propietaris, 121 estaven llogats i ocupats pels llogaters i 18 estaven cedits a títol gratuït; 5 tenien una cambra, 44 en tenien dues, 118 en tenien tres, 145 en tenien quatre i 183 en tenien cinc o més. 362 habitatges disposaven pel capbaix d'una plaça de pàrquing. A 201 habitatges hi havia un automòbil i a 227 n'hi havia dos o més.

### Piràmide de població
La piràmide de població per edats i sexe el 2009 era:
| Homes | Edats   | Dones |
| ----- | ------- | ----- |
| 0     | 95 o +  | 0     |
| 4     | 90 a 94 | 0     |
| 8     | 85 a 89 | 24    |
| 8     | 80 a 84 | 4     |
| 12    | 75 a 79 | 16    |
| 40    | 70 a 74 | 48    |
| 40    | 65 a 69 | 60    |
| 48    | 60 a 64 | 32    |
| 28    | 55 a 59 | 24    |
| 32    | 50 a 54 | 40    |
| 16    | 45 a 49 | 4     |
| 36    | 40 a 44 | 28    |
| 52    | 35 a 39 | 28    |
| 52    | 30 a 34 | 40    |
| 24    | 25 a 29 | 40    |
| 20    | 20 a 24 | 12    |
| 24    | 15 a 19 | 24    |
| 32    | 10 a 14 | 20    |
| 16    | 5 a 9   | 32    |
| 36    | 0 a 4   | 24    |

## Economia
El 2007 la població en edat de treballar era de 673 persones, 519 eren actives i 154 eren inactives. De les 519 persones actives 456 estaven ocupades (240 homes i 216 dones) i 63 estaven aturades (39 homes i 24 dones). De les 154 persones inactives 74 estaven jubilades, 32 estaven estudiant i 48 estaven classificades com a «altres inactius».

### Ingressos
El 2009 a Vendœuvres hi havia 497 unitats fiscals que integraven 1.148 persones, la mediana anual d'ingressos fiscals per persona era de 16.223 €.

### Activitats econòmiques
Dels 55 establiments que hi havia el 2007, 2 eren d'empreses extractives, 3 d'empreses alimentàries, 3 d'empreses de fabricació de material elèctric, 5 d'empreses de fabricació d'altres productes industrials, 8 d'empreses de construcció, 10 d'empreses de comerç i reparació d'automòbils, 1 d'una empresa de transport, 4 d'empreses d'hostatgeria i restauració, 1 d'una empresa d'informació i comunicació, 4 d'empreses immobiliàries, 5 d'empreses de serveis, 3 d'entitats de l'administració pública i 6 d'empreses classificades com a «altres activitats de serveis».
Dels 14 establiments de servei als particulars que hi havia el 2009, 1 era una oficina de correu, 2 tallers de reparació d'automòbils i de material agrícola, 2 paletes, 1 guixaire pintor, 1 lampisteria, 3 electricistes, 2 perruqueries, 1 restaurant i 1 agència immobiliària.
Dels 7 establiments comercials que hi havia el 2009, 1 era una botiga de més de 120 m², 2 fleques, 2 carnisseries, 1 una peixateria i 1 una botiga d'electrodomèstics.
L'any 2000 a Vendœuvres hi havia 21 explotacions agrícoles que ocupaven un total de 2.730 hectàrees.

## Equipaments sanitaris i escolars
L'únic equipament sanitari que hi havia el 2009 era una farmàcia.
El 2009 hi havia una escola elemental.

## Poblacions més properes
El següent diagrama mostra les poblacions més properes.